# Рона, Иосиф Иванович
Йозеф Рона (нем. Josef Rona, также Joseph Rona, в Советском Союзе — Ио́сиф Ива́нович Ро́на 15 августа 1878 — ?) — немецкий кинооператор и режиссёр австрийского происхождения, с середины 1920-х годов работавший в СССР.

## Биография
Родился небольшом селе Висока, на территории тогдашней Австро-Венгрии. Окончил реальное училище в 1897 году.
После окончания в 1900 году фотоотделения Института графических наук в Дрездене в течение десяти лет работал фотографом в издательствах и на фотопредприятиях Дрездена, Дюссельдорфа, Веймара.
С 1911 года работал оператором кинохроники в Берлине с прерывом в 1913—1915 годах, когда работал в Копенгагене. В 1923—1925 годах — оператор в Нью-Йорке.
По приглашению Всеукраинского фотокиноуправления в 1925 году приехал в СССР для работы на Одесской кинофабрике ВУФКУ. С 1929 года снимал на Киевской кинофабрике ВУФКУ. Сотрудничал с режиссёрами Александром Довженко, Николаем Охлопковым, Арнольдом Кордюмом.
В начале 1930-х годов вернулся в Германию, по другим данным — в 1938 году.

## Фильмография

### Режиссёр
- 1920 — Tempesta, die Sturmgeborene
- 1926 — Микола Джеря
- 1927 — Борислав смеётся
- 1928 — Проданный аппетит
- 1929 — Захар Беркут
- 1931 — Пламя гор

### Оператор
- 1920 — Auf den Trümmern des Paradieses
- 1920 — Die Teufelsanbeter
- 1921 — Teufel und Circe
- 1921 — Lola, die Apachenbraut
- 1922 — Der Heiratsschwindler
- 1922 — Divankatzen
- 1922 — Kaschemmengräfin
- 1922 — Der Fall Gembalsky
- 1923 — Die Frau aus dem Orient
- 1925 — Lebende Buddhas
- 1926 — Ягодка любви
- 1926 — Микола Джеря
- 1926 — Гамбург
- 1926 — Вася-реформатор
- 1927 — Борислав смеётся
- 1928 — Проданный аппетит
- 1929 — Митрошка — солдат революции
- 1929 — Жемчужина Семирамиды
- 1929 — Вредитель
- 1930 — Ветер с порогов
- 1930 — Мирабо
- 1930 — Свой парень
- 1930 — Человек и обезьяна
- 1931 — Пламя гор